# Challenger Cup de Voleibol Masculino de 2024
A Challenger Cup de Voleibol Masculino de 2024 foi a quinta e última edição deste torneio anual com promoção da Federação Internacional de Voleibol (FIVB) para a Liga das Nações. O torneio foi sediado em Linyi, China, de 4 a 7 de julho.

## Equipes participantes
As seguintes seleções foram qualificadas para a Challenger Cup de 2024.
| Equipe  | Confederação | Qualificação                               | Qualificação                               | Última participação |
| ------- | ------------ | ------------------------------------------ | ------------------------------------------ | ------------------- |
| China   | AVC          | País-sede                                  | País-sede                                  | 2023                |
| México  | NORCECA      | Campeão das Qualificatórias da NORCECA     | Campeão das Qualificatórias da NORCECA     | Estreante           |
| Chile   | CSV          | Melhor ranqueado                           | CSV                                        | 2023                |
| Egito   | CAVB         | Melhor ranqueado                           | CAVB                                       | 2019                |
| Catar   | AVC          | Campeão da Challenge Cup Asiática de 2024  | Campeão da Challenge Cup Asiática de 2024  | 2023                |
| Ucrânia | CEV          | Campeão da Liga Europeia Ouro de 2024      | Campeão da Liga Europeia Ouro de 2024      | 2023                |
| Croácia | CEV          | Vice-campeão da Liga Europeia Ouro de 2024 | Vice-campeão da Liga Europeia Ouro de 2024 | Estreante           |
| Bélgica | CEV          | Melhor ranqueado da FIVB                   | Melhor ranqueado da FIVB                   | Estreante           |

## Regulamento
O torneio foi disputado em sistema eliminatório, em partidas únicas, composto por quartas de final, semifinais, disputa pelo terceiro lugar e final. A seleção anfitriã do torneio teve vaga garantida para o torneio e ficou na primeira posição. As sete equipes restantes foram alocadas da 2ª à 8ª posição de acordo com o ranking mundial da FIVB em 17 de junho de 2024.
Os perdedores das quartas de final foram eliminados e ordenados de 5º a 8º na classificação final de acordo com os critérios de desempate entre as equipes.
A equipe campeã garantiu vaga para a Liga das Nações de 2025.

## Local das partidas
| Linyi, China             |
| Linyi Olympic Sport Park |
| ------------------------ |
|                          |
| Capacidade: 20 410       |

## Resultados
|  | Quartas de final | Quartas de final |            |   | Semifinais     | Semifinais     |  |  | Final | Final |
|  |                  |                  |            |   |                |                |  |  |       |       |
|  | 4 de julho       |                  |            |   |                |                |  |  |       |       |
|  |                  |                  |            |   |                |                |  |  |       |       |
|  | China            | 3                |            |   |                |                |  |  |       |       |
|  | China            | 3                | 6 de julho |   |                |                |  |  |       |       |
|  | México           | 0                |            |   |                |                |  |  |       |       |
|  | México           | 0                | China      | 3 |                |                |  |  |       |       |
|  | 5 de julho       |                  | China      | 3 |                |                |  |  |       |       |
|  |                  | Egito            | 0          |   |                |                |  |  |       |       |
|  | Egito            | Egito            | 0          | 3 |                |                |  |  |       |       |
|  | Egito            |                  | 7 de julho | 3 |                |                |  |  |       |       |
|  | Catar            | 2                |            |   |                |                |  |  |       |       |
|  | Catar            | 2                | China      | 3 |                |                |  |  |       |       |
|  | 5 de julho       |                  | China      | 3 |                |                |  |  |       |       |
|  |                  | Bélgica          | 1          |   |                |                |  |  |       |       |
|  | Ucrânia          | Bélgica          | 1          | 3 |                |                |  |  |       |       |
|  | Ucrânia          | 6 de julho       |            | 3 |                |                |  |  |       |       |
|  | Chile            | 1                |            |   |                |                |  |  |       |       |
|  | Chile            | 1                | Ucrânia    | 2 |                |                |  |  |       |       |
|  | 4 de julho       |                  | Ucrânia    | 2 |                |                |  |  |       |       |
|  |                  | Bélgica          | 3          |   | Terceiro lugar | Terceiro lugar |  |  |       |       |
|  | Bélgica          | Bélgica          | 3          | 3 | Terceiro lugar | Terceiro lugar |  |  |       |       |
|  | Bélgica          |                  | 7 de julho | 3 |                |                |  |  |       |       |
|  | Croácia          | 2                |            |   |                |                |  |  |       |       |
|  | Croácia          | 2                | Egito      | 3 |                |                |  |  |       |       |
|  |                  |                  |            |   |                |                |  |  |       |       |
|  | Ucrânia          | 2                |            |   |                |                |  |  |       |       |
|  | Ucrânia          | 2                |            |   |                |                |  |  |       |       |

- Todas as partidas seguem o horário local (UTC+8).

### Quartas de final
| Data  | Hora  |         | Placar |         | Set 1 | Set 2 | Set 3 | Set 4 | Set 5 | Total   | Relatório |
| ----- | ----- | ------- | ------ | ------- | ----- | ----- | ----- | ----- | ----- | ------- | --------- |
| 4 jul | 15:30 | China   | 3–0    | México  | 25–23 | 25–17 | 25–23 |       |       | 75–63   | Relatório |
| 4 jul | 19:30 | Bélgica | 3–2    | Croácia | 25–20 | 25–18 | 22–25 | 15–25 | 15–13 | 102–101 | Relatório |
| 5 jul | 15:30 | Ucrânia | 3–1    | Chile   | 20–25 | 25–23 | 25–19 | 25–19 |       | 95–86   | Relatório |
| 5 jul | 19:30 | Egito   | 3–2    | Catar   | 25–16 | 23–25 | 27–25 | 20–25 | 15–13 | 110–104 | Relatório |

### Semifinais
| Data  | Hora  |         | Placar |         | Set 1 | Set 2 | Set 3 | Set 4 | Set 5 | Total  | Relatório |
| ----- | ----- | ------- | ------ | ------- | ----- | ----- | ----- | ----- | ----- | ------ | --------- |
| 6 jul | 16:00 | China   | 3–0    | Egito   | 25–15 | 27–25 | 25–19 |       |       | 77–59  | Relatório |
| 6 jul | 20:00 | Ucrânia | 2–3    | Bélgica | 25–21 | 25–20 | 15–25 | 21–25 | 11–15 | 97–106 | Relatório |

### Terceiro lugar
| Data  | Hora  |       | Placar |         | Set 1 | Set 2 | Set 3 | Set 4 | Set 5 | Total   | Relatório |
| ----- | ----- | ----- | ------ | ------- | ----- | ----- | ----- | ----- | ----- | ------- | --------- |
| 7 jul | 13:30 | Egito | 3–2    | Ucrânia | 21–25 | 25–20 | 20–25 | 25–17 | 15–13 | 106–100 | Relatório |

### Final
| Data  | Hora  |       | Placar |         | Set 1 | Set 2 | Set 3 | Set 4 | Set 5 | Total | Relatório |
| ----- | ----- | ----- | ------ | ------- | ----- | ----- | ----- | ----- | ----- | ----- | --------- |
| 7 jul | 17:00 | China | 3–1    | Bélgica | 25–20 | 25–20 | 22–25 | 25–22 |       | 97–87 | Relatório |

## Classificação final
| Campeão | Vice-campeão | Terceiro lugar |
| China Jiang Chuan · Wang Hebin · Li Lei · Yu Yuantai · Wang Dongchen · Li Yongzhen · Yang Tianyuan · Zhai Dejun · Peng Shikun · Qu Zongshuai · Wang Jingyi · Rao Shuhan · Zhang Jingyin · Mao Tianyi | Bélgica Jolan Cox · Ferre Reggers · Simon Plaskie · Michiel Fransen · Wout D'Heer · Seppe van Hoyweghen · Seppe Rotty · Kobe Verwimp · Robbe Ponseele · Robbe van de Velde · Pierre Perin · Bert Dufraing · Milan Dalli Cardillo · Mauro Lips | Egito Ahmed Azab Abdelrahman · Mohamed Osman Elhaddad · Mohamed Hassan · Mohamed Noureldin · Abdelrahman Elhossiny Eissa · Mohamed Sayedin · Mohamed Masoud · Hossam Abdalla · Mohamed Khater · Seifeldin Hassan Aly · Mostafa Gaber · Reda Haikal · Mohamed Moustafa Issa · Ahmed Omar |

| 4 | Ucrânia |
| 5 | Croácia |
| 6 | Catar   |
| 7 | Chile   |
| 8 | México  |

Fonte: Volleyball World